# Micranthes hieraciifolia
Espèce
Micranthes hieraciifolia, la Saxifrage à feuilles d'Épervière, est une espèce de plantes à fleurs de la famille des Saxifragaceae. C'est une espèce plutôt rare que l'on rencontre dans les régions arctiques et dans certaines zones alpines, comme les montagnes de Norvège et les Carpates, ainsi que dans quelques stations isolées du Massif central (Cantal) et du milieu des Alpes autrichiennes.

## Description

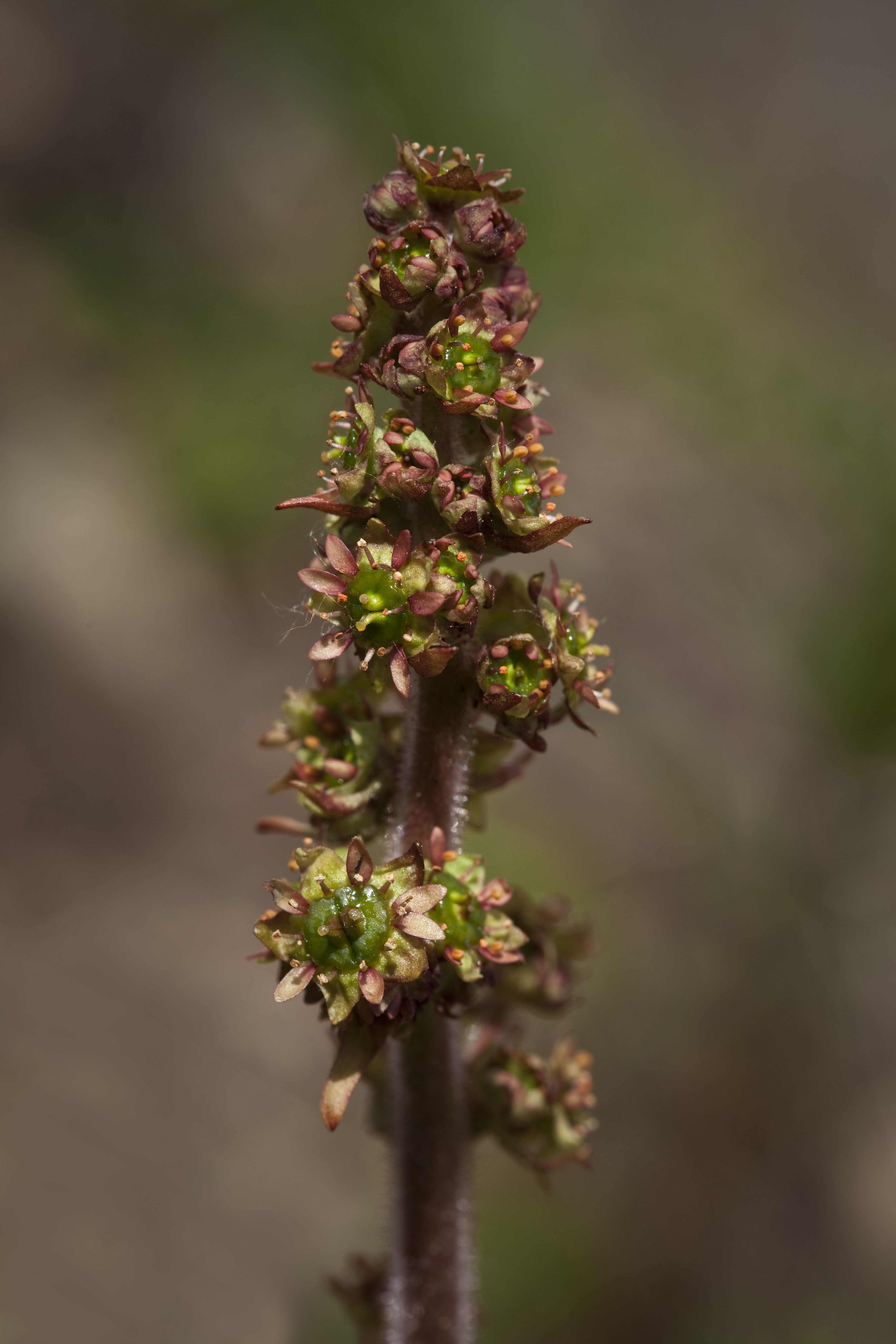
Inflorescence.

Micranthes hieraciifolia mesure de 10 à 20 cm de hauteur avec des feuilles oblongues et finement dentées. Elle ne possède qu'une seule tige. Ses fleurs en grappes denses sont de couleur verdâtre.

## Habitat et écologie
C'est une espèce indicatrice des falaises siliceuses montagnardes et subalpines du Massif central.

## Menaces et conservation
L'espèce est classée en danger critique d'extinction sur la Liste rouge de la flore vasculaire de France métropolitaine et sur la Liste rouge de la flore vasculaire de la région Auvergne.

## Synonymes
Micranthes hieraciifolia a pour synonymes :
- Evaiezoa hieraciifolia (Waldst. & Kit. ex Willd.) Raf.
- Micranthes hieraciifolia subsp. longifolia (Engl. & Irmsch.) Elven & D.F.Murray
- Robertsonia hieraciifolia (Waldst. & Kit. ex Willd.) Link
- Saxifraga hieraciifolia Waldst. & Kit. ex Willd. (basionyme)
- Saxifraga hieraciifolia var. angusticapsula Hultén
- Saxifraga hieraciifolia subsp. czukczorum Chrtek & Soják
- Saxifraga hieraciifolia var. latifolia Cham.
- Saxifraga hieraciifolia f. longifolia Engl. & Irmsch.
- Saxifraga hieraciifolia subsp. longifolia (Engl. & Irmsch.) Jurtzev & V.V.Petrovsky
- Saxifraga hieraciifolia var. typica Engl. & Irmsch.
- Saxifraga plantaginifolia Hook.
- Saxifraga racemosa (R.Townson) Simonk.
- Saxifraga rigida C.Sm. ex Ser.
- Saxifraga stricta C.Sm. ex Nyman
- Saxifraga uliginosa Fisch. ex Ser.